# Schloss Goldegg (Salzburg)

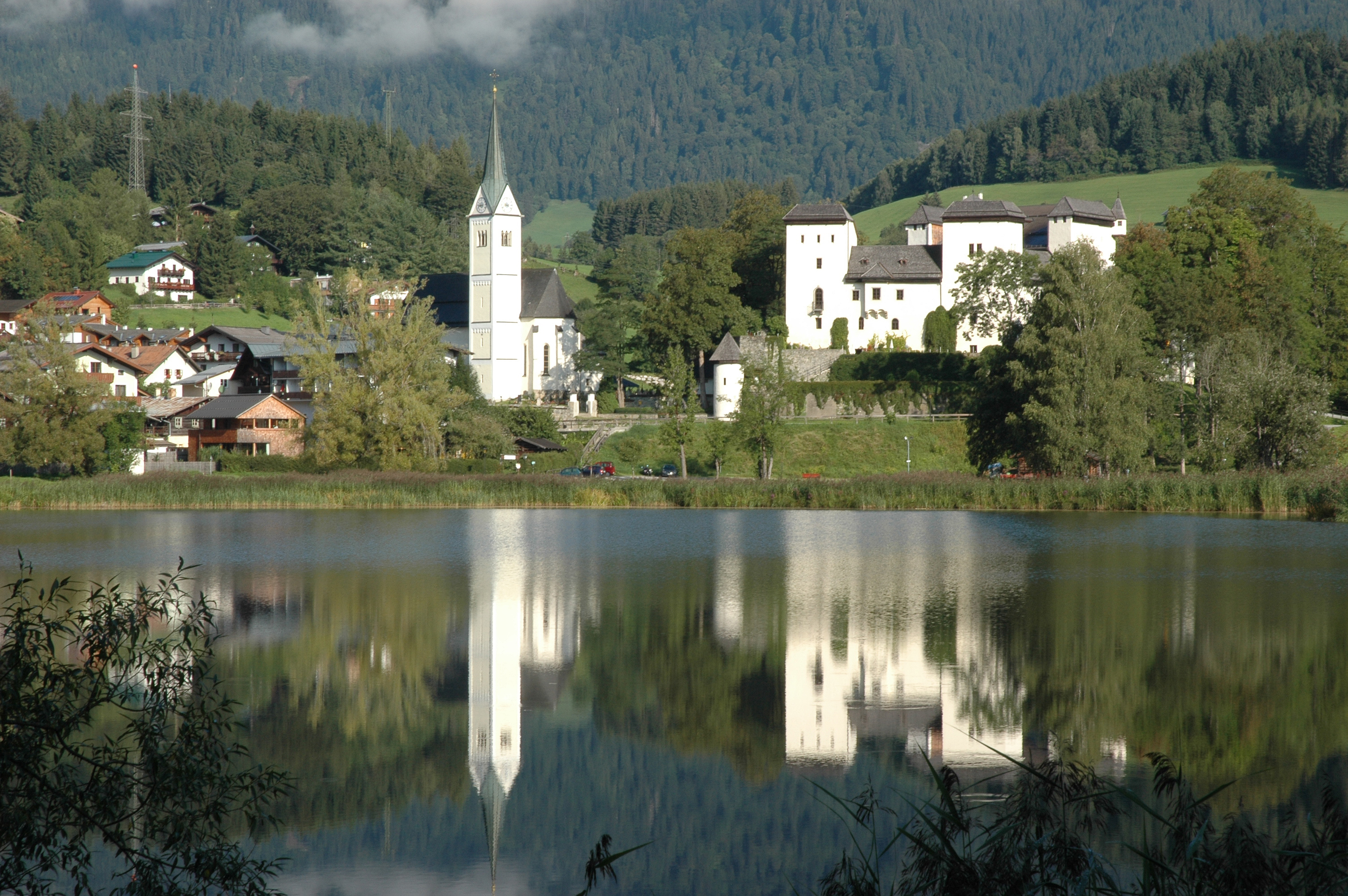
Pfarrkirche und Schloss Goldegg im Pongau, 2009

Das Schloss Goldegg befindet sich auf einem Felsvorsprung am Nordufer des Goldegger Sees in der Gemeinde Goldegg im Bezirk St. Johann im Pongau im Bundesland Salzburg in Österreich.

## Geschichte
Der Zeitpunkt der Erbauung der ersten Burg ist unklar. Als Erbauer kommen die Herren von Goldegg in Betracht, ein mächtiges Ministerialengeschlecht in und außerhalb Salzburgs. Diese nannten sich seit dem 12. Jahrhundert von Pongau und seit Ende des 12. Jahrhunderts nach einer früh verschollenen Burg.
1314 wurde sowohl Ludwig IV. der Bayer (1314–1347) als auch Friedrich der Schöne (1314–1330) zum Deutschen König gewählt. In den folgenden Auseinandersetzungen um den Königsthron kämpfte Wulfing I. von Goldegg auf der Seite Ludwigs. Nach der Schlacht bei Mühldorf (1322) ließ der auf der Seite Friedrichs kämpfende Salzburger Erzbischof Friedrich III. von Leibnitz (1315–1338) die Burgen in Altenhof und Taxenbach zerstören. Aufgrund des Sieges von Ludwig musste der Erzbischof von Salzburg jedoch den Herren von Goldegg einen Neubau der Burg gestatten. Mit dem Bau der neuen Burg wurde 1323 begonnen und sie wurde, gleichzeitig mit der Kirche vollendet. Goldegg war Sitz einer Hofmark und diente als Wehrbefestigung dem Schutz der Verbindungsstraße zwischen Pongau und Pinzgau. Die heute noch vorhandenen Anlagen gehen im Kern auf diese Burg zurück.
Am 19. September 1400 verstarb Haug von Goldegg als letzter seiner Familie. Dieser hatte zwei Jahre zuvor einen Großteil seines Besitzes an Erzbischof Gregor Schenk von Osterwitz verkauft.
Seiner Tochter Dorothea vermachte er das Schloss Goldegg, die Hofmark Wagrain und Wälder in Rauris. Im weiteren Erbwege, Dorothea starb 1438, kam die Burg an deren einzigen Sohn Wolfgang von Freundsberg der 1449 kinderlos verstarb. Bedingt durch Erbstreitigkeiten mit den Salzburger Erzbischöfen wurde die Burg von den Truppen des Erzbischofs Friedrich IV. besetzt. Wolfgangs Tiroler Anverwandte waren zu schwach, um dem entgegenzutreten. Sie traten ihre Besitzansprüche an die Günstlinge des Herzogs Siegmund von Tirol ab, die berüchtigten Brüder Gradner, durch ihre maßlosen Gütererwerbungen bekannt. Der Erzbischof  musste 1450 die Brüder daraufhin mit dem Erbe der Goldegger belehnen. Allerdings räumte er ein Vorkaufsrecht ein. Die Feinde der Gradner stürzten dieselben 1455 in Tirol, Ulrich von Freundsberg, der Vater des später berüchtigten Landsknechtführes Georg von Freundsberg, erhielt das Schloss zurück. Erzbischof Sigismund I. von Volkersdorf gab aber nicht nach, er übernahm das Schloss noch im selben Jahr endgültig durch Kauf.
Die Burg wurde in der Folge durch Salzburger Pfleger und Hauptleute verwaltet. 1463 verteidigte Hauptmann Ulrich Dienstl die Burg bei einer einwöchigen Belagerung durch aufständische Bauern erfolgreich, die einem erzbischöflichen Heer weichen mussten. Daraufhin machte der Landesherr seinen Bruder Balthasar von Weißpriach zum Pfleger von Goldegg.
1481 verkaufte der Salzburger Erzbischof Bernhard II. von Rohr (1466–1482), während seines Kriegs gegen Kaiser Friedrich III. aus Geldnot die Burg an seinen Pfleger in Radstadt, Willhelm Graf und seinem Geldleiher Konrad Strochner, allerdings mit Wiederkaufsrecht. Damals dürften einige Ein- und Umbauten am Schloss stattgefunden haben, darunter auch vergrößerte Fenster, die Wehrbauten und die Ecktürmchen.
Die Familie Graf hatte bereits 1370 als Adelsprädikat den Namen der ausgestorbenen Familie von Schernberg erworben. Christoph Graf von Schernberg, verheiratet mit Elisabeth, eine Verwandte des Erzbischofs Leonhard von Keutschach, verteidigte die bischofstreue Stadt Radstadt im Bauernkrieg 1526 erfolgreich. Im folgenden Jahr erhält er vom Erzbischof Mathäus Lang das Schloss Goldegg mit Pfleg- und Urbaramt für seine Dienste – Graf hatte dem Bischof unter anderem 3000 Gulden für die Kriegskasse vorgestreckt. Danach begann der Umbau in ein bewohnbares Schloss des 16. Jahrhunderts. Ein neuer Flügel wurde zwischen den Türmen errichtet, so entstand ein geschlossener Innenhof. Im 2. Stock wurde der Rittersaal mit prunkvoll gemalten Wandvertäfelungen ausgestattet. Die zuvor mittelalterliche Wandverkleidung wurde gegen eine Kassettenverkleidung ausgetauscht.

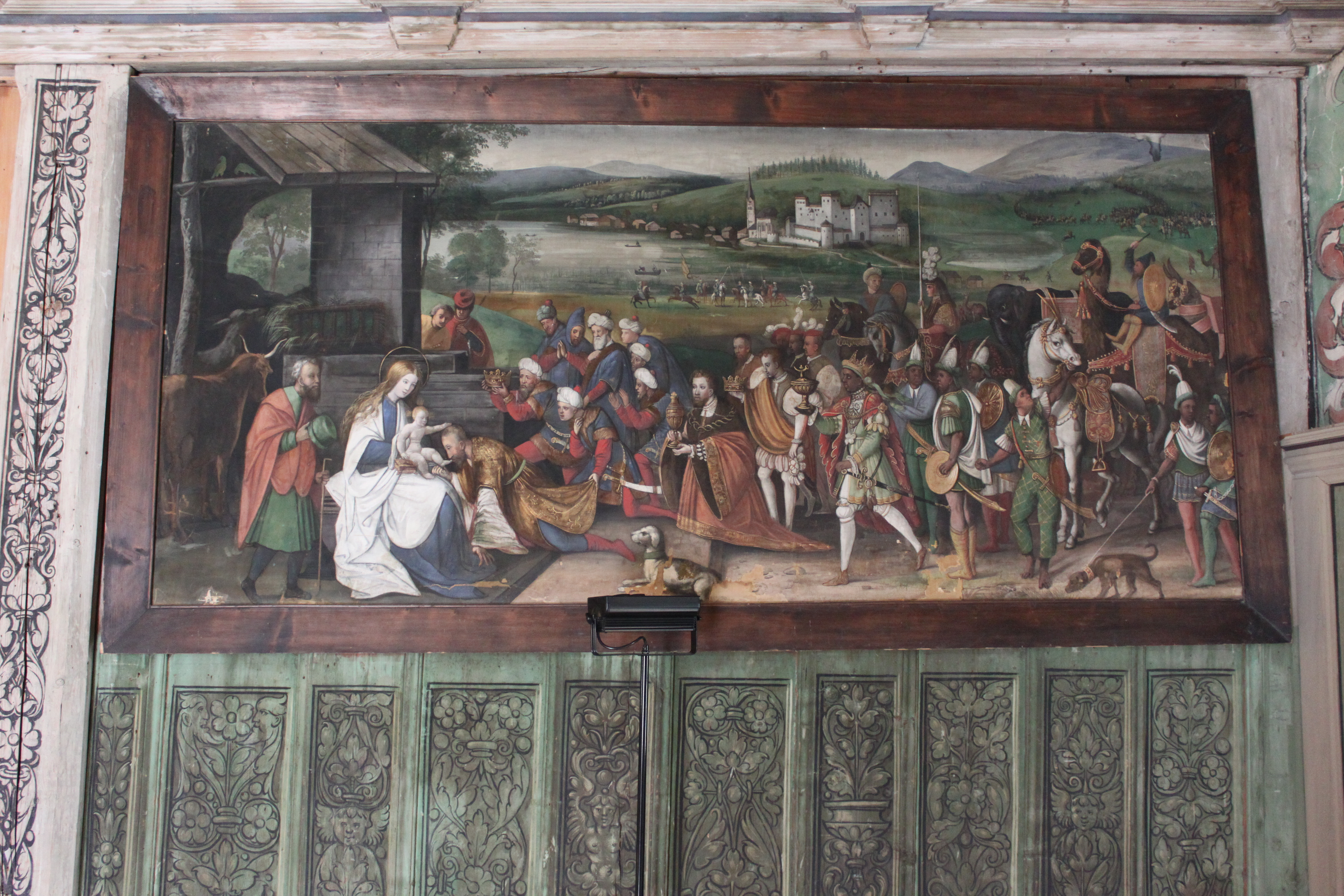
Gemälde Anbetung der Könige in Goldegg im Rittersaal. Im Vordergrund die Anbetung der Könige, im Hintergrund der Ort Goldegg mit Schloss und Kirche und Häusern am Goldegger See ist aus dem 16. Jahrhundert die älteste Darstellung des Ortes. Die Eigentumsverhältnisse sind streitig und werden seit 2010 gerichtlich geklärt.

1612, nach dem Tod des verschuldeten Christoph Graf dem Jungen, wurde die Anlage als heimgefallenes Lehen von Erzbischof Wolf Dietrich von Raitenau (1587–1612) eingezogen. Die Bewaffnung wurde auf die nahe liegende Burg Hohenwerfen gebracht und das Pflegerecht dem Freiherrn Dietrich Khuen von Belasy auf Lebenszeit verliehen. Damals begann das Schloss bereits zu verfallen. Dietrich Kuen starb 1635. Die Hofmark Goldegg und das Landpflegegericht St. Veit werden 1640 zum Pflegegericht Goldegg vereinigt. Ein weiterer Pfleger der Hofmark Goldegg und des Pflegegerichts Sankt Veit war Konrad Graf von Schernberg. Seine Gattin, Maria Barbara geb. Ritz von Grub, ist auf einem Ölbild von 1650 im Rittersaal des Schlosses abgebildet. In den folgenden Jahrhunderten blieb das Schloss Sitz des Pflegers und wurde von verschiedenen Besuchern lobend erwähnt, z. B. 1764 von dem Truchsess und Kammerfourier Franz Anton Gilowsky von Urazowa, dann 1796 von dem Reiseschriftsteller Lorenz Hübner oder 1798 von dem Domherrn Friedrich von Spaur.
1821 wurde die Burg ein k.k. Rentamtsgebäude; das Gerichtsdienerhaus wurde durch den Einbau von Gefängniszellen zu einem Kriminalgericht umgebaut. 1838 wurde ein neues Stiegenhaus und eine neue Pflegerwohnung errichtet. Ignaz von Kürsinger war vom 16. Juni bis zum 29. Dezember 1834 Pfleger zu Goldegg; auch er verfasste einen begeisterten Bericht über den Rittersaal des Schlosses für das Salzburger Amts- und Intelligenzblatt.
Bis 1854 verblieb das Schloss Sitz des Salzburgischen Pfleggerichtsbeamten. 1859 kaufte Graf Max O’Donell, der vor allem durch seine Beteiligung an der Verhinderung eines Attentates auf Kaiser Franz Joseph bekannt geworden war, das Schloss von der k.k. Kameralbezirksverwaltung und gab ihm durch eine gründliche Restaurierung endgültig sein heutiges Aussehen. Es wurde jedoch weiterhin nicht bewohnt und bereits 1874 an Hubert Max Friedrich Graf von Galen verkauft. Er und seine Gattin Therese Gräfin von Bocholtz-Asseburg waren als Katholiken infolge der in Preußen herrschenden Los-von-Rom-Bewegung aus Westfalen nach Salzburg gezogen. Nach 1938 wurde das Gebäude als Lager des Reichsarbeitsdienstes (RAD) für Mädchen benützt. Ab 1949 wurde hier von der Erzdiözese Salzburg ein Jugendheim und ein Exerzitienhaus eingerichtet. 1959 verkaufte Margarete Gräfin von Galen den Bau an die Erzdiözese Salzburg. Seit 1973 ist das Schloss im Besitz der Gemeinde Goldegg.

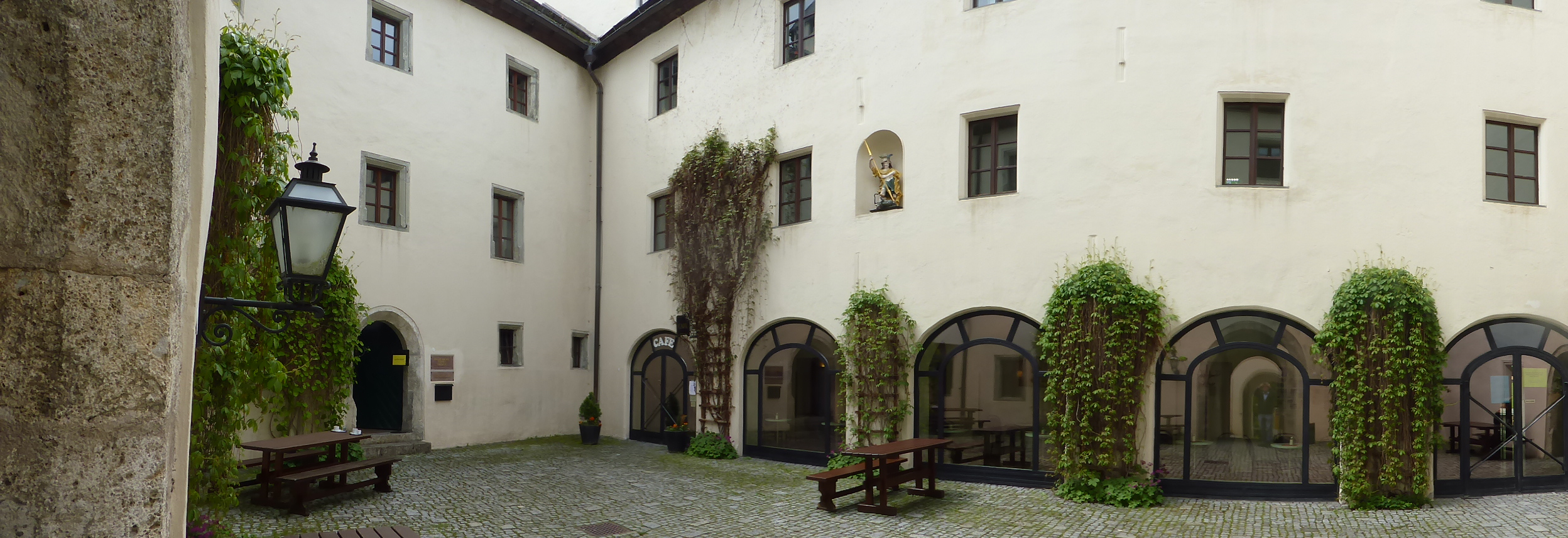
Innenhof von Schloss Goldegg

Nach einer grundlegenden Sanierung für die zweite Salzburger Landesausstellung Reformation, Emigration – Protestanten in Salzburg 1981 wurde es mittlerweile zu einem bedeutenden Kultur- und Bildungszentrum des Pongaus. Hier befindet sich heute dort das Pongauer Heimatmuseum, ein Seminar- und Kulturzentrum, dessen Herzstück der 1982 gegründete Kulturverein SCHLOSS GOLDEGG ist und der die Goldegger Dialoge veranstaltet, ferner sind hier eine Malakademie und ein Café untergebracht.